# Ґамаґорі

Ґамаґо́рі (яп. 蒲郡市, がまごおりし, МФА: [gamagoːɾʲi ɕi̥]?) — місто в Японії, в префектурі Айті. Розташоване в південній частині префектури, на узбережжі тихоокеанської затоки Ацумі.   Виникло на основі середньовічного призамкового містечка. Отримало статус міста 1954 року. Площа становить 56,81 км². Станом на 1 серпня 2011 року населення складало 81 736  осіб, густота населення — 1440 осіб/км².  Основою економіки є рибальство, харчова промисловість, текстильна промисловість, виготовлення рибальських сітей, комерція.  В місті розташовані численні гарячі джерела. Частина міста занесена до Національного парку затоки Мікава.